# Xã Daggett Brook, Quận Crow Wing, Minnesota
Xã Daggett Brook (tiếng Anh: Daggett Brook Township) là một xã thuộc quận Crow Wing, tiểu bang Minnesota, Hoa Kỳ. Năm 2010, dân số của xã này là 554 người.